# Hexápole armênia
Hexápole (em grego: Ἑξάπολις; romaniz.: Hexápolis) foi um distrito na Armênia Menor, mencionado no período bizantino inicial (séculos VII-VIII). Compreendia as cidades de Melitene, que foi a capital distrital, Arca, Arabisso, Cucuso, Comana e Ariarateia. Formou parte da província romana da Armênia Secunda, renomeada como Armênia Tércia após a reorganização provincial do imperador em 536.